# Vojtěch von Pernstein (1532–1561)
Vojtěch von Pernstein (deutsch Adalbert von Pernstein, tschechisch Vojtěch z Pernštejna; * 7. Oktober 1532; † 17. Juli 1561) war ein mährisch-böhmischer Adliger und Oberstkämmerer des Brünner Landgerichts. Er entstammte dem Adelsgeschlecht der Herren von Pernstein.

## Leben
Vojtěch/Adalberts Eltern waren der mährische Landeshauptmann und Graf von Glatz, Johann von Pernstein und dessen zweite Frau Hedwig von Schellenberg (Hedvika z Schelmberka). Er hatte noch die älteren Brüder Jaroslav und Vratislav. Seinen Vornamen erhielt er nach seinem Onkel Vojtěch/Adalbert.
Im Alter von dreizehn Jahren wurde Vojtěch/Adalbert von seinem Vater an den Wiener Kaiserhof gegeben, wo er gemeinsam mit Wilhelm von Leipa die deutsche Sprache und das Hofzeremoniell erlernen sowie das Hofleben kennenlernen sollte. Da er von seinem Vater für eine höfische bzw. landesherrliche Laufbahn bestimmt wurde, hielt er sich ab April 1548 am Prager Hof des Erzherzogs Ferdinand auf, der als königlicher Statthalter seines Vaters Ferdinand I. in Böhmen amtierte.
Nach dem Tod des Vaters im September 1548 erbten Vojtěch und seine beiden Brüder dessen Besitzungen, die sie zunächst gemeinsam verwalteten. Obwohl ihr Vater schon länger verschuldet war, gehörten sie mit dem ererbten Besitz zu den damals reichsten Magnaten Böhmens und Mährens. Die hinterlassenen Schulden konnten sie aus dem Verkauf der Grafschaft Glatz, deren Pfand durch den böhmischen Landesherrn Ferdinand I. 1549 ausgelöst wurde, tilgen. Trotzdem entschieden sich Vojtěchs Brüder, weiterhin in höfischen Diensten zu bleiben. Vermutlich deshalb traten sie beide schon bald zum katholischen Glauben über, während der jüngere Vojtěch/Adalbert nicht konvertierte. Er gab die vorgesehene politische bzw. diplomatische Laufbahn auf und kehrte nach Pardubitz zurück, wo er sich auf Wunsch seiner Brüder um die Vermögensverwaltung kümmern sollte.
Da Vojtěch und seine Brüder wegen ihres jugendlichen Alters nicht über die notwendigen Erfahrungen und Kenntnisse verfügten, um ihre ererbten Ländereien wirtschaftlich zu verwalten, übertrugen sie 1550 diese Aufgabe dem Ritter Peter Hamza von Zábědovice, der zugleich die Regentschaft über ihr Land ausübte. Bis 1552 blieb der Besitz ungeteilt. 1552 forderte Adalbert/Vojtěch jedoch die Herausgabe seines Erbteils und erhielt etwa ein Drittel der mährischen Besitzungen mit Plumlov, Tobitschau, Křižanov und Proßnitz sowie Ingrowitz aus der Herrschaft Pernstein. Die anderen Ländereien wurden von den beiden älteren Brüdern weiterhin als Ganzes verwaltet. Bei der 1555 erfolgten Teilung erhielt der älteste Bruder Jaroslav die böhmischen Besitzungen mit den Herrschaften Pardubitz und Pottenstein und der zweitgeborene Vratislav die restlichen zwei Drittel in Mähren mit dem Zentrum Seelowitz.
1555 vermählte sich Vojtěch/Adalbert mit Katharina/Kateřina, die, im Gegensatz zu den Ehefrauen seiner Brüder, dem einheimischen Adelsgeschlecht der Kostka von Postupitz entstammte. Wie ihr Vater Bohuš unterstützte sie die Böhmischen Brüder, während Vojtěch weiterhin und überzeugt auf Seiten der Kalixtiner stand und sich entsprechend theologisch betätigte.
1556 tauschte Vojtěch mit seinem Bruder Vratislav einige Ländereien. Für die Herrschaft Pernstein übergab er Vratislav Křižanov sowie Tobitschau mit Prerau. Nur fünf Jahre später starb Vojtěch im Alter von nur 29 Jahren. Da ihm sein ältester Bruder Jaroslav schon ein Jahr vorher im Tode vorausgegangen war, wurde der mittlerweile hoch verschuldete Bruder Vratislav aufgrund einer gegenseitigen Erbvereinbarung Erbe von Vojtěchs hinterlassenen Besitzungen. Dadurch gelangte Vratislav wiederum an die Herrschaft Pernstein sowie Plumlov und Proßnitz, wohin er seine Residenz verlegte. Vojtěchs einzige ungefähr fünfjährige Tochter Hedwig/Hedvika erhielt eine Geldabfindung.